# Sékéné Mody Cissoko
Pour les articles homonymes, voir Cissoko.
Sékéné Mody Cissoko, né en 1932 et mort le 17 mai 2012 à Bamako, est un historien malien. Il a présidé l’Association des historiens africains (Asa) entre sa création en 1972 et 1975.
Il fut maitre assistant à la faculté des lettres et sciences de l'Université Cheikh-Anta-Diop de Dakar.
Le premier président de l’Association des historiens d’Afrique, le Malien Sékéné Mody Sissoko, 80 ans, est décédé jeudi 17 mai 2012 à Bamako des suites d’une longue maladie.
Né en 1932 à Dinguiraye, dans la province du Logo, dans la région de Kayes (ouest), il a fréquenté successivement le Lycée Terrasson de Fougères de Bamako (devenu Lycée Askia Mohamed à l’indépendance du Mali) et les universités de Dakar et de Paris.
Docteur d’État es lettres de l’Université de Paris, il a été longtemps chercheur à l’Institut fondamental d’Afrique noire (IFAN) de Dakar avant d’enseigner à l’Université de Libreville, au Gabon.
Rentré au pays au lendemain de l’instauration de la démocratie en mars 1991, il fonde d’abord sa propre formation politique le Rassemblement pour la démocratie et le progrès (RDP), sigle que lui disputera un autre ténor de la scène politique malienne, Almamy Sylla.
Il prend alors la tête du vieux parti malien, le Parti progressiste soudanais (PSP) fondé dans les années 1940 par le premier député soudanais au parlement français, Fily Dabo Sissoko.
Découragé par les luttes intestines au sein de cette formation, il se retire de la scène politique pour s’occuper de ses activités de recherche et du groupe scolaire Cheick Anta Diop qu’il venait de fonder en hommage au grand chercheur et panafricaniste sénégalais,  Cheikh Anta Diop.